# Medlidenhed
Medlidenhed er en følelse ikke ulig kærlighed, som mennesker generelt oplever oftere end dyr. Når man har medlidenhed med nogen,  "lider" man med dem. Ofte resulterer følelsen af medlidenhed i en for det meste uselvisk handling, man udfører for at hjælpe den person, man føler medlidenhed med.
Det varierer fra person til person, hvor meget medlidenhed man generelt føler, når man ser nogen, der har det dårligt. Det er også meget forskelligt, om man gør noget for at hjælpe den person, der har det dårligt.
Man kan have medlidenhed med både mennesker og dyr.
Reaktioner på medlidenhed kan være:
- Stærk reaktion. Man går direkte tilværks så snart man spotter nøden. Det kan være ved at hjælpe med fx at komme op, at tage sig af personen socialt eller at give personen noget, der kan hjælpe.
- Svag reaktion. Man gør små ting, der hjælper personen i det lange løb eller vælger at bede for at personen får det godt (hvis man er religiøs). Disse reaktioner virker mere indirekte.
- Passivitet. Man tænker, at det er synd, men gør alligevel ikke noget, selvom man føler, at man måske burde.
- Medlidenhedsdrab. Nogle gange (specielt i tilfælde hvor dyr lider), kan det mest menneskelige være at dræbe den, der lider. Dette er den sidste udvej, hvis ingen andre reaktioner kan hjælpe.

Følelsen af medlidenhed er en menneskelig egenskab. De fleste dyr har ikke evnen til at føle medlidenhed eller handle efter den. Hvis en zebra bliver fanget af en løve, nytter det heller ikke noget, at alle de andre zebraer stopper op, da deres bedste chance for overlevelse er at løbe. En løve kan heller ikke tillade sig at tænke over, om det er synd for dens offer, at det skal dø, da jagt er et spørgsmål om liv og død for løven.
 Der er for få eller ingen kildehenvisninger i denne artikel, hvilket er et problem. Du kan hjælpe ved at angive troværdige kilder til de påstande, som fremføres i artiklen.